# Marc Alexandre
Marc Robert Alexandre (ur. 30 października 1959 w Paryżu) – francuski judoka. Dwukrotny medalista olimpijski.
Walczył w dwóch kategoriach - do 65 i 71 kilogramów. Największe sukcesy odnosił na igrzyskach olimpijskich. W Los Angeles w 1984 zajął trzecie miejsce w niższej z wag, cztery lata później triumfował w wyższej. Był także wicemistrzem świata (1987) i piąty w 1989. Medalista mistrzostw Europy (złoto w 1984). Triumfator MŚ wojskowych w 1982 roku.

## Starty olimpijskie (medale)
Los Angeles 1984
- kategoria do 65 kg –  brąz

Seul 1988
- kategoria do 71 kg –  złoto